# جایزه بزرگ امیلیا رومانیا ۲۰۲۲
جایزه بزرگ امیلیا رومانیا ۲۰۲۲ (که به‌طور رسمی با نام فرمول ۱ رولکس جایزه بزرگ امیلیا رومانیا ۲۰۲۲ شناخته می‌شود) یک مسابقه اتومبیل‌رانی فرمول یک است که در تاریخ ۲۴ آوریل ۲۰۲۲ در پیست ایمولا برگزار می‌شود. این مسابقه چهارمین دور از مسابقات جهانی فرمول یک ۲۰۲۲ است. این اولین جایزه بزرگ آخر هفته فصل ۲۰۲۲ است که از فرمت سرعت استفاده می‌کند.

## زمینه

### تغییرات مسیر
نقطه شناسایی دی‌آر‌اس قبل از پیچ ۱۷ به عقب‌تر منتقل شد.

### جدول رده‌بندی قهرمانی قبل از مسابقه
شارل لکلرک پس از دور سوم با ۷۱ امتیاز و ۳۴ امتیاز بالاتر از جورج راسل در رده دوم و کارلوس ساینز با ۴ امتیاز کمتر نسبت به راسل در رده سوم جدول قهرمانی رانندگان است. در جدول قهرمانی سازندگان، فراری با ۱۰۴ امتیاز صدرنشین جدول است. مرسدس ۶۵ امتیاز و ردبول ریسینگ با ۵۵ امتیاز در رده دوم و سوم قرار دارند.

### شرکت کنندگان
رانندگان و تیم‌ها همان لیست ورود به فصل هستند و هیچ راننده دیگری برای مسابقه حضور ندارد.

### انتخاب تایر
تأمین کننده تایر پیرلی ترکیبات سی۲، سی۳ و سی۴ (به ترتیب سخت، متوسط و نرم) را برای استفاده تیم‌ها در مسابقه اختصاص داده‌است.

## تمرین
قرار است دو جلسه تمرینی برای این جایزه بزرگ برگزار شود که هر جلسه یک ساعت طول می‌کشد. اولین جلسه تمرین روز جمعه ۲۲ آوریل در ساعت ۱۳:۳۰ به وقت محلی (یوتی‌سی ۰۲:۰۰+) و دومین جلسه تمرین در ۲۳ آوریل ساعت ۱۲:۳۰ برگزار شدند.
اولین جلسه تمرین در حالی به پایان رسید که شارل لکلرک سریع‌تر از کارلوس ساینز و ماکس فرستاپن بود. این جلسه دو بار با پرچم قرمز همراه بود، زیرا شرایط مرطوب باعث چرخش در پیچ دوازده توسط لاندو نوریس و بعداً والتری بوتاس شد. در جلسه تمرین دوم، جورج راسل سریع‌ترین دور را جلوتر از سرجیو پرز و شارل لکلرک ثبت کرد.

## تعیین خط
تعیین خط ساعت ۱۷:۰۰ به وقت محلی در تاریخ ۲۲ آوریل برگزار شد. بر خلاف فصل ۲۰۲۱، که برنده مسابقه سرعت فرمول یک، پول پوزیشن را کسب و جایزه بزرگ را از خط یک شروع می‌کرد، قوانین ۲۰۲۲ می‌گوید که راننده‌ای که سریع‌ترین زمان را در تعیین خط بدون در نظر گرفتن نتایج مسابقه سرعت ثبت کند، پول پوزیشن را کسب می‌کند.

### رده‌بندی تعیین خط
| جایگاه              | راننده         | شماره | تیم                   | زمان‌ها    | زمان‌ها    | زمان‌ها    | نوبت نهایی |
| جایگاه              | راننده         | شماره | تیم                   | مرحله اول | مرحله دوم | مرحله سوم | نوبت نهایی |
| ------------------- | -------------- | ----- | --------------------- | --------- | --------- | --------- | ---------- |
| ۱                   | ماکس فرستاپن   | ۱     | ردبول ریسینگ-آربی‌پی‌تی | ۱:۱۹٫۲۹۵  | ۱:۱۸٫۷۹۳  | ۱:۲۷٫۹۹۹  | ۱          |
| ۲                   | شارل لکلرک     | ۱۶    | فراری                 | ۱:۱۸٫۷۹۶  | ۱:۱۹٫۵۸۴  | ۱:۲۸٫۷۷۸  | ۲          |
| ۳                   | لاندو نوریس    | ۴     | مک‌لارن-مرسدس          | ۱:۲۰٫۱۶۸  | ۱:۱۹٫۲۹۴  | ۱:۲۹٫۱۳۱  | ۳          |
| ۴                   | کوین مگنوسن    | ۲۰    | هاس-فراری             | ۱:۲۰٫۱۴۷  | ۱:۱۹٫۹۰۲  | ۱:۲۹٫۱۶۴  | ۴          |
| ۵                   | فرناندو آلونسو | ۱۴    | آلپاین-رنو            | ۱:۲۰٫۱۹۸  | ۱:۱۹٫۵۹۵  | ۱:۲۹٫۲۰۲  | ۵          |
| ۶                   | دنیل ریکیاردو  | ۳     | مک‌لارن-مرسدس          | ۱:۱۹٫۹۸۰  | ۱:۲۰٫۰۳۱  | ۱:۲۹٫۷۴۲  | ۶          |
| ۷                   | سرجیو پرز      | ۱۱    | ردبول ریسینگ-آربی‌پی‌تی | ۱:۱۹٫۷۷۳  | ۱:۱۹٫۲۹۶  | ۱:۲۹٫۸۰۸  | ۷          |
| ۸                   | والتری بوتاس   | ۷۷    | آلفارومئو-فراری       | ۱:۲۰٫۴۱۹  | ۱:۲۰٫۱۹۲  | ۱:۳۰٫۴۳۹  | ۸          |
| ۹                   | سباستین فتل    | ۵     | استون مارتین-مرسدس    | ۱:۲۰٫۳۶۴  | ۱:۱۹٫۹۵۷  | ۱:۳۱٫۰۶۲  | ۹          |
| ۱۰                  | کارلوس ساینز   | ۵۵    | فراری                 | ۱:۱۹٫۳۰۵  | ۱:۱۸٫۹۹۰  | بدون زمان | ۱۰         |
| ۱۱                  | جورج راسل      | ۶۳    | مرسدس                 | ۱:۲۰٫۳۸۳  | ۱:۲۰٫۷۵۷  | —         | ۱۱         |
| ۱۲                  | میک شوماخر     | ۴۷    | هاس-فراری             | ۱:۲۰٫۴۲۲  | ۱:۲۰٫۹۱۶  | —         | ۱۲         |
| ۱۳                  | لوییس همیلتون  | ۴۴    | مرسدس                 | ۱:۲۰٫۴۷۰  | ۱:۲۱٫۱۳۸  | —         | ۱۳         |
| ۱۴                  | گوانیو ژو      | ۲۴    | آلفارومئو-فراری       | ۱:۱۹٫۷۳۰  | ۱:۲۱٫۴۳۴  | —         | ۱۴         |
| ۱۵                  | لانس استرول    | ۱۸    | استون مارتین-مرسدس    | ۱:۲۰٫۳۴۲  | ۱:۲۸٫۱۱۹  | —         | ۱۵         |
| ۱۶                  | یوکی سونودا    | ۲۲    | آلفاتاوری-آربی‌پی‌تی    | ۱:۲۰٫۴۷۴  | —         | —         | ۱۶         |
| ۱۷                  | پیر گسلی       | ۱۰    | آلفاتاوری-آربی‌پی‌تی    | ۱:۲۰٫۷۳۲  | —         | —         | ۱۷         |
| ۱۸                  | نیکلاس لطیفی   | ۶     | ویلیامز-مرسدس         | ۱:۲۱٫۹۷۱  | —         | —         | ۱۸         |
| ۱۹                  | استابان اوکون  | ۳۱    | آلپاین-رنو            | ۱:۲۲٫۳۳۸  | —         | —         | ۱۹         |
| زمان ۱۰۷٪: ۱:۲۴٫۳۱۱ |                |       |                       |           |           |           |            |
| -                   | الکساندر آلبون | ۲۳    | ویلیامز-مرسدس         | بدون زمان | —         | —         | ۲۰۱        |
| منابع:              |                |       |                       |           |           |           |            |

یادداشت‌ها
- ^ ۱ – الکساندر آلبون نتوانست زمانی را در طول تعیین خط ثبت کند، اما به صلاحدید استوارت‌ها به او اجازه داده شد در مسابقه سرعت شرکت کند.[۱۳]

## سرعت
مسابقه سرعت ساعت ۱۶:۳۰ به وقت محلی، در تاریخ ۲۳ آوریل طی ۲۱ دور (۱۰۰ کیلومتر) برگزار شد. برخلاف فصل ۲۰۲۱، که در آن تنها سه راننده اول در مسابقه سرعت امتیاز دریافت می‌کردند، قوانین ۲۰۲۲ امتیازات را به هشت راننده اول افزایش داد. ماکس فرستاپن شروع بدی داشت و شارل لکلرک پیشتاز شد، در حالی که پیر گاسلی در پیچ ۹، به گوانیو ژو ضربه زد که باعث پنچر شدن خودرو و بازنشستگی ژو، و حضور خودروی ایمنی شد. سرجیو پرز خیلی زود به مقام سوم رسید، در حالی که کارلوس ساینز چهارم شد.
| جایگاه                                                              | راننده         | شماره | سازنده                | دور | زمان      | امتیاز | نوبت نهایی |
| ------------------------------------------------------------------- | -------------- | ----- | --------------------- | --- | --------- | ------ | ---------- |
| ۱                                                                   | ماکس فرستاپن   | ۱     | ردبول ریسینگ-آربی‌پی‌تی | ۲۱  | ۳۰:۳۹٫۵۶۷ | ۸      | ۱          |
| ۲                                                                   | شارل لکلرک     | ۱۶    | فراری                 | ۲۱  | ۲٫۹۷۵+    | ۷      | ۲          |
| ۳                                                                   | سرجیو پرز      | ۱۱    | ردبول ریسینگ-آربی‌پی‌تی | ۲۱  | ۴٫۷۲۱+    | ۶      | ۳          |
| ۴                                                                   | کارلوس ساینز   | ۵۵    | فراری                 | ۲۱  | ۱۷٫۵۷۸+   | ۵      | ۴          |
| ۵                                                                   | لاندو نوریس    | ۴     | مک‌لارن-مرسدس          | ۲۱  | ۲۴٫۵۶۱+   | ۴      | ۵          |
| ۶                                                                   | دنیل ریکیاردو  | ۳     | مک‌لارن-مرسدس          | ۲۱  | ۲۷٫۷۴۰+   | ۳      | ۶          |
| ۷                                                                   | والتری بوتاس   | ۷۷    | آلفارومئو-فراری       | ۲۱  | ۲۸٫۱۳۳+   | ۲      | ۷          |
| ۸                                                                   | کوین مگنوسن    | ۲۰    | هاس-فراری             | ۲۱  | ۳۰٫۷۱۲+   | ۱      | ۸          |
| ۹                                                                   | فرناندو آلونسو | ۱۴    | آلپاین-رنو            | ۲۱  | ۳۲٫۲۷۸+   |        | ۹          |
| ۱۰                                                                  | میک شوماخر     | ۴۷    | هاس-فراری             | ۲۱  | ۳۳٫۷۷۳+   |        | ۱۰         |
| ۱۱                                                                  | جورج راسل      | ۶۳    | مرسدس                 | ۲۱  | ۳۶٫۲۸۴+   |        | ۱۱         |
| ۱۲                                                                  | یوکی سونودا    | ۲۲    | آلفاتاوری-آربی‌پی‌تی    | ۲۱  | ۳۸٫۲۹۸+   |        | ۱۲         |
| ۱۳                                                                  | سباستین فتل    | ۵     | استون مارتین-مرسدس    | ۲۱  | ۴۰٫۱۷۷+   |        | ۱۳         |
| ۱۴                                                                  | لوییس همیلتون  | ۴۴    | مرسدس                 | ۲۱  | ۴۱٫۴۵۹+   |        | ۱۴         |
| ۱۵                                                                  | لانس استرول    | ۱۸    | استون مارتین-مرسدس    | ۲۱  | ۴۲٫۹۱۰+   |        | ۱۵         |
| ۱۶                                                                  | استابان اوکون  | ۳۱    | آلپاین-رنو            | ۲۱  | ۴۳٫۵۱۷+   |        | ۱۶         |
| ۱۷                                                                  | پیر گسلی       | ۱۰    | آلفاتاوری-آربی‌پی‌تی    | ۲۱  | ۴۳٫۷۹۴+   |        | ۱۷         |
| ۱۸                                                                  | الکساندر آلبون | ۲۳    | ویلیامز-مرسدس         | ۲۱  | ۴۸٫۸۷۱+   |        | ۱۸         |
| ۱۹                                                                  | نیکلاس لطیفی   | ۶     | ویلیامز-مرسدس         | ۲۱  | ۵۲٫۰۱۷+   |        | ۱۹         |
| ب.                                                                  | گوانیو ژو      | ۲۴    | آلفارومئو-فراری       | ۰   | تصادف     |        | ۲۰۱        |
| سریع‌ترین دور: سرجیو پرز (ردبول ریسینگ-آربی‌پی‌تی) – ۱:۱۹٫۰۱۲ (دور ۱۴) |                |       |                       |     |           |        |            |
| منابع:                                                              |                |       |                       |     |           |        |            |

یادداشت‌ها
- ^ ۱ – گوانیو ژو در رده بندی سرعت قرار نگرفت، اما به صلاحدید استوارت‌ها اجازه مسابقه را دارد.[۱۸]

## مسابقه
این مسابقه ساعت ۱۳:۰۰ به وقت محلی، در تاریخ ۲۴ آوریل طی ۶۳ دور برگزار می‌شود.

### رده‌بندی مسابقه
| جایگاه                                                                 | شماره | راننده         | سازنده                | دور | زمان        | امتیاز |
| ---------------------------------------------------------------------- | ----- | -------------- | --------------------- | --- | ----------- | ------ |
| ۱                                                                      | ۱     | ماکس فرستاپن   | ردبول ریسینگ-آربی‌پی‌تی | ۶۳  | ۱:۳۲:۰۷٫۹۸۶ | ۲۶۱    |
| ۲                                                                      | ۱۱    | سرجیو پرز      | ردبول ریسینگ-آربی‌پی‌تی | ۶۳  | ۱۶٫۵۲۷+     | ۱۸     |
| ۳                                                                      | ۴     | لاندو نوریس    | مک‌لارن-مرسدس          | ۶۳  | ۳۴٫۸۳۴+     | ۱۵     |
| ۴                                                                      | ۶۳    | جورج راسل      | مرسدس                 | ۶۳  | ۴۲٫۵۰۶+     | ۱۲     |
| ۵                                                                      | ۷۷    | والتری بوتاس   | آلفارومئو-فراری       | ۶۳  | ۴۳٫۱۸۱+     | ۱۰     |
| ۶                                                                      | ۱۶    | شارل لکلرک     | فراری                 | ۶۳  | ۵۶٫۰۷۲+     | ۸      |
| ۷                                                                      | ۲۲    | یوکی سونودا    | آلفاتاوری-آربی‌پی‌تی    | ۶۳  | ۱:۰۱٫۱۱۰+   | ۶      |
| ۸                                                                      | ۵     | سباستین فتل    | استون مارتین-مرسدس    | ۶۳  | ۱:۱۰٫۸۹۲+   | ۴      |
| ۹                                                                      | ۲۰    | کوین مگنوسن    | هاس-فراری             | ۶۳  | ۱:۱۵٫۲۶۰+   | ۲      |
| ۱۰                                                                     | ۱۸    | لانس استرول    | استون مارتین-مرسدس    | ۶۳  | +۱ دور      | ۱      |
| ۱۱                                                                     | ۲۳    | الکساندر آلبون | ویلیامز-مرسدس         | ۶۲  | +۱ دور      |        |
| ۱۲                                                                     | ۱۰    | پیر گسلی       | آلفاتاوری-آربی‌پی‌تی    | ۶۲  | +۱ دور      |        |
| ۱۳                                                                     | ۴۴    | لوییس همیلتون  | مرسدس                 | ۶۲  | +۱ دور      |        |
| ۱۴                                                                     | ۳۱    | استابان اوکون  | آلپاین-رنو            | ۶۲  | +۱ دور      |        |
| ۱۵                                                                     | ۲۴    | گوانیو ژو      | آلفارومئو-فراری       | ۶۲  | +۱ دور      |        |
| ۱۶                                                                     | ۶     | نیکلاس لطیفی   | ویلیامز-مرسدس         | ۶۲  | +۱ دور      |        |
| ۱۷                                                                     | ۴۷    | میک شوماخر     | هاس-فراری             | ۶۲  | +۱ دور      |        |
| ۱۸                                                                     | ۳     | دنیل ریکیاردو  | مک‌لارن-مرسدس          | ۶۲  | +۱ دور      |        |
| ب.                                                                     | ۱۴    | فرناندو آلونسو | آلپاین-رنو            | ۶   | آسیب برخورد |        |
| ب.                                                                     | ۵۵    | کارلوس ساینز   | فراری                 | ۰   | برخورد      |        |
| سریع‌ترین دور: ماکس فرستاپن (ردبول ریسینگ-آربی‌پی‌تی) - ۱:۱۸٫۴۴۶ (دور ۵۵) |       |                |                       |     |             |        |
| منابع:                                                                 |       |                |                       |     |             |        |

یادداشت‌ها
- ^ ۱ – یک امتیاز برای سریع‌ترین دور.

## رده‌بندی قهرمانی پس از مسابقه
جدول رده‌بندی قهرمانی رانندگان
| ت. ج  | جایگاه | راننده       | امتیازات |
| ----- | ------ | ------------ | -------- |
|       | ۱      | شارل لکلرک   | ۸۶       |
| ۴     | ۲      | ماکس فرستاپن | ۵۹       |
| ۱     | ۳      | سرجیو پرز    | ۵۴       |
| ۲     | ۴      | جورج راسل    | ۴۹       |
| ۲     | ۵      | کارلوس ساینز | ۳۸       |
| منبع: |        |              |          |

جدول رده‌بندی قهرمانی سازندگان
| ت. ج  | جایگاه | سازنده                | امتیازات |
| ----- | ------ | --------------------- | -------- |
|       | ۱      | فراری                 | ۱۲۴      |
| ۱     | ۳      | ردبول ریسینگ-آربی‌پی‌تی | ۱۱۳      |
| ۱     | ۲      | مرسدس                 | ۷۷       |
|       | ۴      | مک‌لارن-مرسدس          | ۴۶       |
| ۱     | ۵      | آلفارومئو-فراری       | ۲۵       |
| منبع: |        |                       |          |

- یادداشت: فقط پنج رده برتر برای هر دو مجموعه رده‌بندی قرار داده شده است.